# Сади Саллюстія

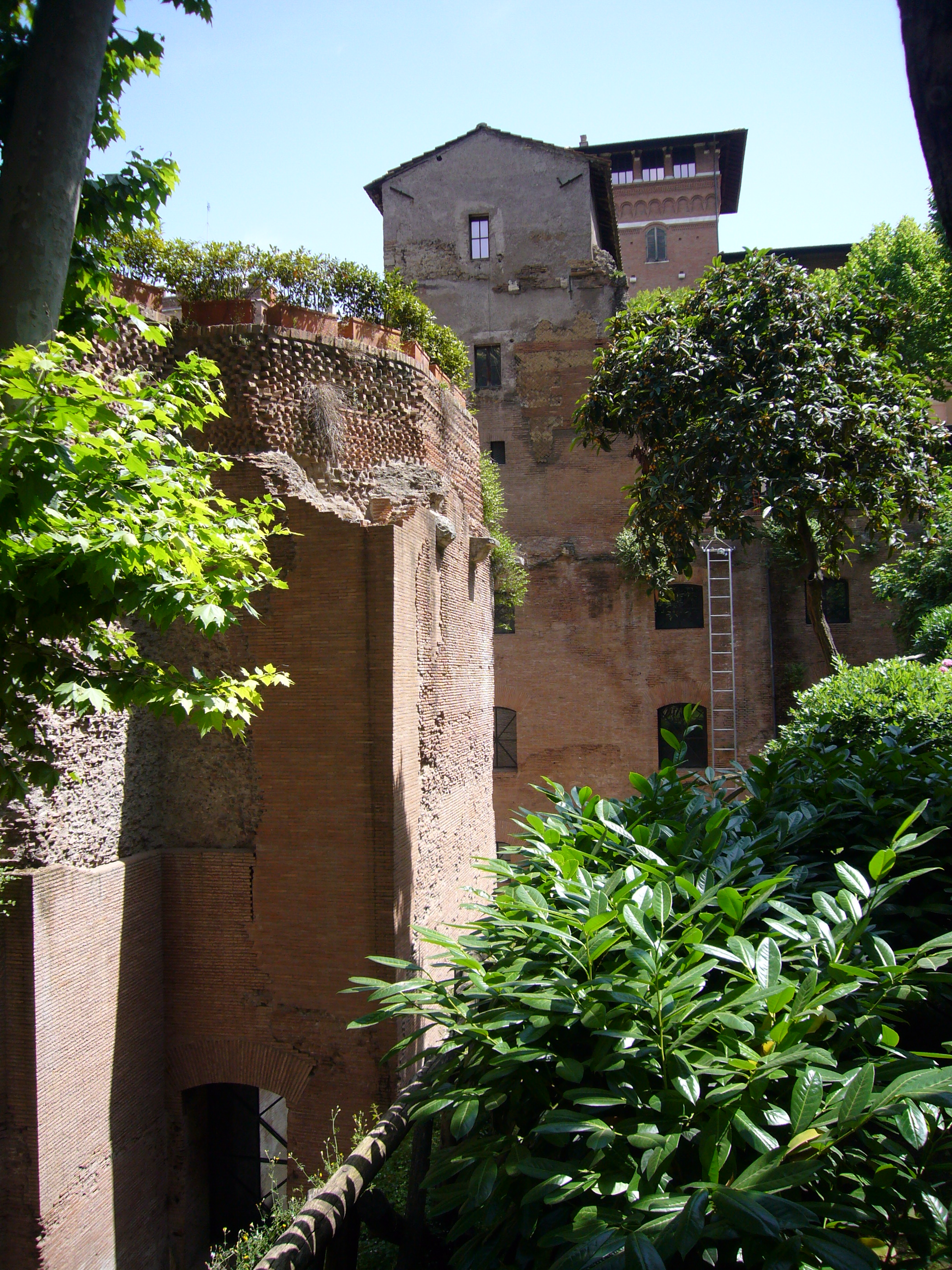
Руїни павільйону на П'яцца Саллюстіо

Сади Саллюстія (лат. Horti Sallustiani) — колись розкішні сади у Стародавньому Римі, які свого часу  належали римському історикові Гаю Саллюстію.

## Передісторія
Гай Саллюстій був тісно пов'язаний з імператором Юлієм Цезарем. Він був помічником Цезаря в його військових походах в Африку. Згодом отримав посаду управителя в колишній Нумідії, котру римські загарбники називали Нова Африка. Римські намісники діяли за принципом — прибути небагатим намісником в багату провінцію і покинути бідну провінцію — багатим... Не був винятком і Саллюстій. В роки намісництва від вимагав хабарі і заробляв різними ризикованими фінансовими засобами. Про неподобства Саллюстія стало відомо в Римі. Лише захист самого Цезаря позбавив Саллюстія від покарання. Земельна ділянка, що стане садами, належала Юлію Цезарю. Гай Саллюстій придбав її по смерті імператора і облаштував як розкішні сади в 1 столітті до н.е.

## Розташування
Сади у формі стадіону або іподрому розташовувалися за тодішньою міською стіною перед Коллінськими воротами на півночному заході міста біля підніжжя схилу Квіринал.
В сучасному Римі це район VI, розташований між схилами Пінчіо та Квірінал, неподалік вулиці Саларіа (Via Salaria).

## Імператорські сади
Племінник римського історика в 20 році н.е. передав сади в подарунок римському імператорові Тіберію. Відтоді сади Саллюстія належали декільком імператорам. Іпрераторський період позначився будівництвом нових паркових павільйонів та декоруванням садових галявин вивезеною з римських провінцій давньогрецькою скульптурою. Тут мешкали імператори Нерон, Діоклетіан, Костянтин, Веспасіан, Авреліан. В цих садах від інсульту помер імператор  Нерва 98 року, що також хворів і на малярію.
Сади за часів імператорів декілька разів перебудовували і збільшували. Їх первісне (давньоримське) розпланування знищене.

## Садові споруди
Згодом (184 р. до н.е.), тут вибудували новий храм і присвятили його також  Венері Еріцина (там на Сицилії стояв головний храм Венері Еріцина). Ще за часів Юлія Цезаря в садах вибудували новий невеликий круглий храм Венери, бо Цезар вів власний рід від міфічної богині кохання.  Побудову нового храму вважали  цілком логічним.
На території садів були розташовані також   Обеліск Саллюстія (римська копія давньоєгипетського обеліска, який знаходиться зараз зверху Іспанських сходів), численні садово-паркові скульптури, котрі в 19 ст. передані в колекції Капітолійських музеїв.
Найбільші за розмірами руїни на території садів відносяться до колишнього палацу імператора Адріана (на теперішні часи на 14 метрів нижче рівня дороги).
410 року саме через браму садів Саллюстія в Рим вдерлися вояки-готи під проводом ватажка Аларіха. Тоді ж сади були пограбовані і сплюндровані. Почався довгий період занепаду садів, котрий скінчився їх спустошенням в XI столітті.

## Сади в XVII ст.

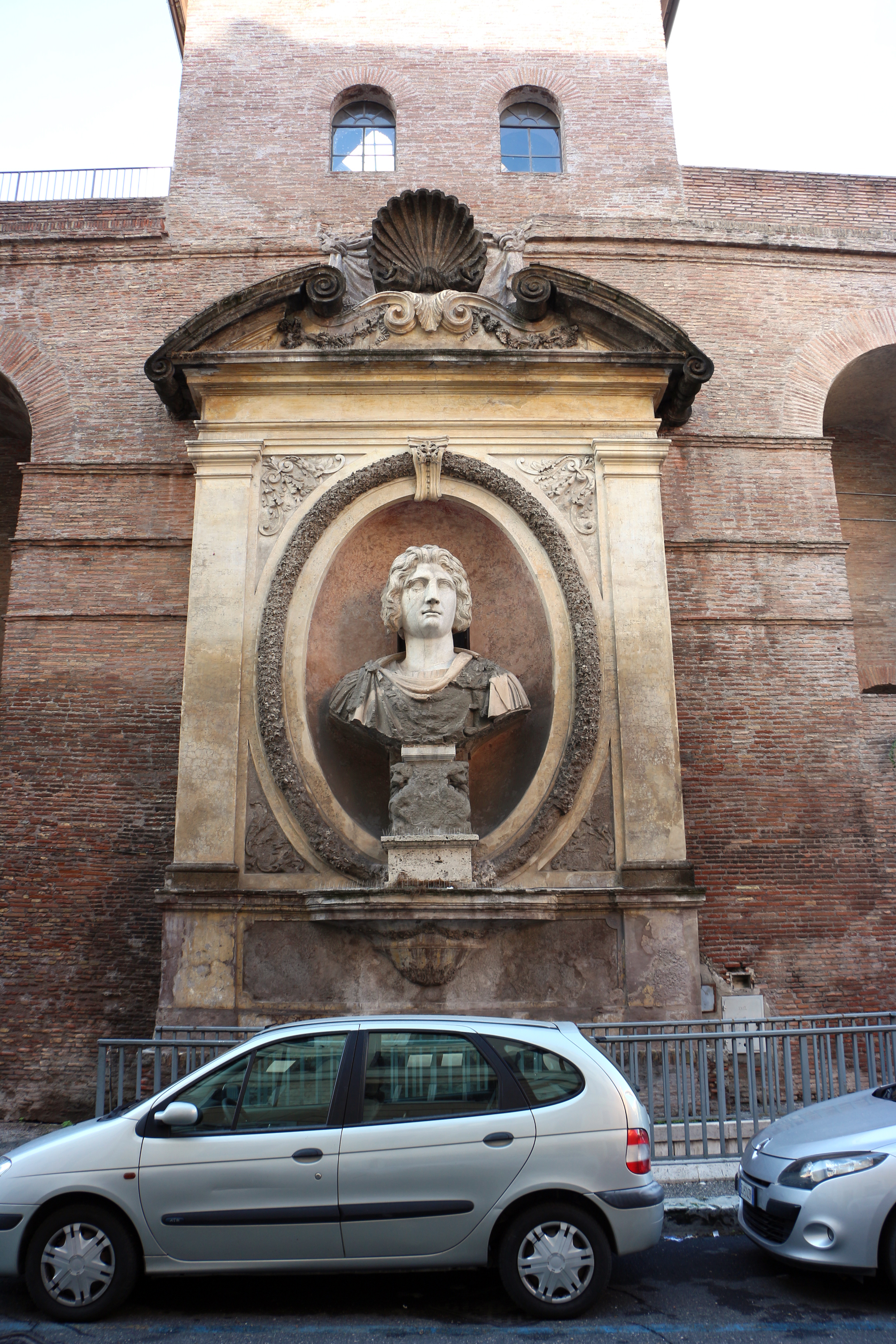
Бюст Беллісаріо - Віа Кампанія - Рим, що належав віллі Людовізі, знесений близько 1886 року.

Новий період земельної ділянки розпочався в XVII столітті, коли її придбав кардинал Людовіко Людовізі, племінник папи римського Григорія XV. Частину ділянки вже займала вілла родини Орсіні. Кардинал профінансував побудову родової вілли Людовізі. Водночас були проведені численні  розкопки, що збагатили збірки кардинала декількома античними знахідками. Їх кількість наблизилась до 450 зразків.

## На зламі 19-20 ст.
По смерті кардинала вілла декілька разів міняла володарів, котрі не відрізнялись ні зацікавленістю в її збереженні, ні наявністю уяви про її мистецьку вартість. Частка споруд вілли була поруйнована, за винятком невеликого павільйону, фрески в якому створив художник Гверчіно («Аврора»), фасаду та сходоваої клітки.
Не було збережене і розпланування садів. Після розпродажу колекцій Людовізі і ділянок саду наприкінці 19 ст., останній втратив свої площі. На проданих ділянках розпочалось будівництво житловий буднків, позаяк Рим швидко збільшувався після того, як став столицею поєднаної в XIX ст. Італії.

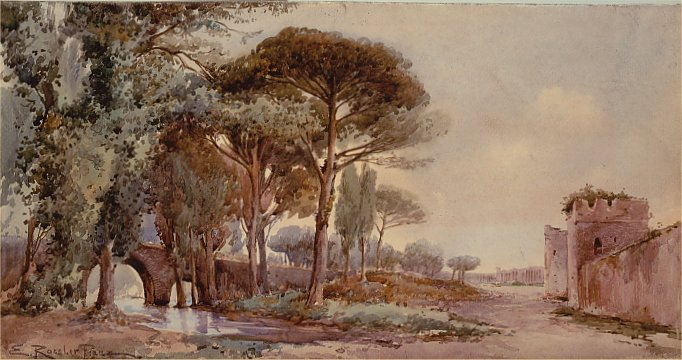
Худ. Етторе Реслер Франц. «Околиці вілли Людовізі», 1880-і рр., акварель.
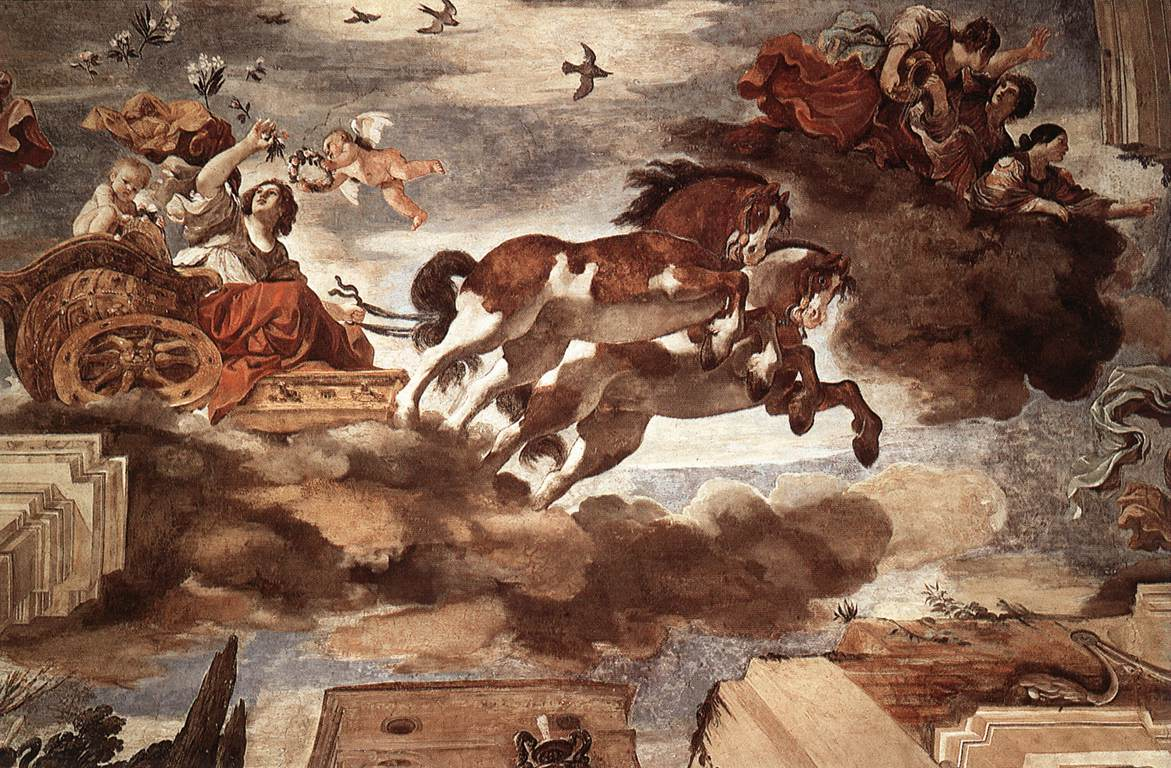
Худ.Гверчіно. «Аврора»
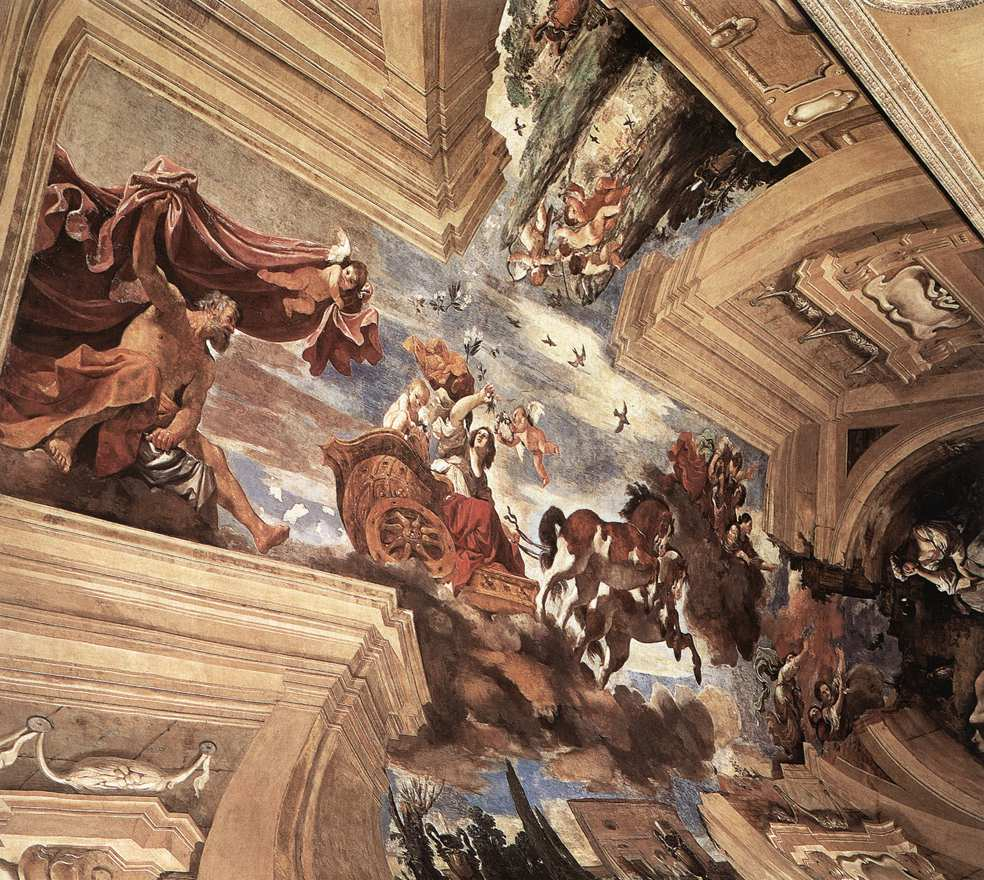
Стеля павільйону з фрескою роботи Гверчіно.
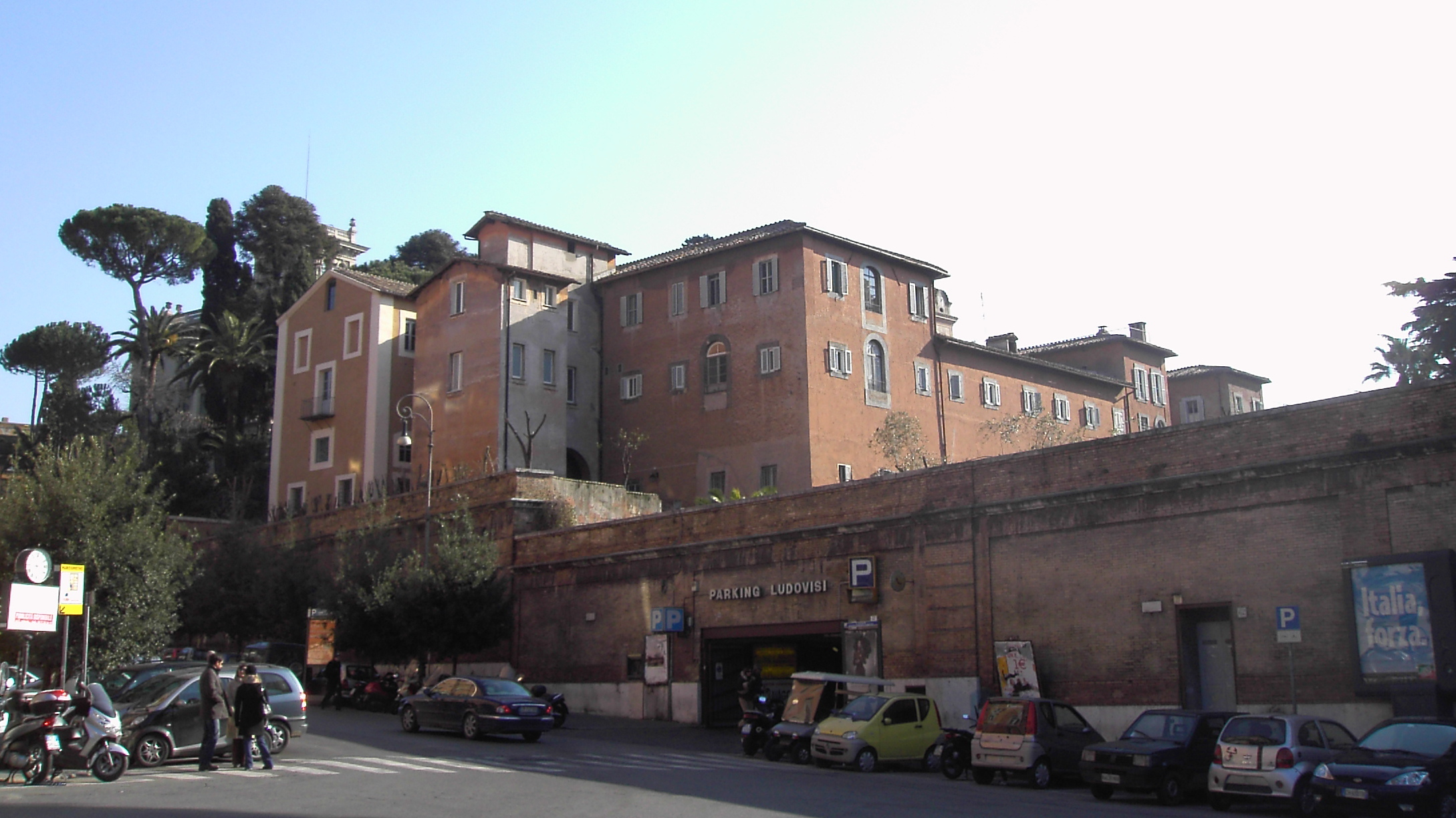
Монастир Сан Ісідро біля вілли Людовізі

## Галерея частини знайдених артефактів

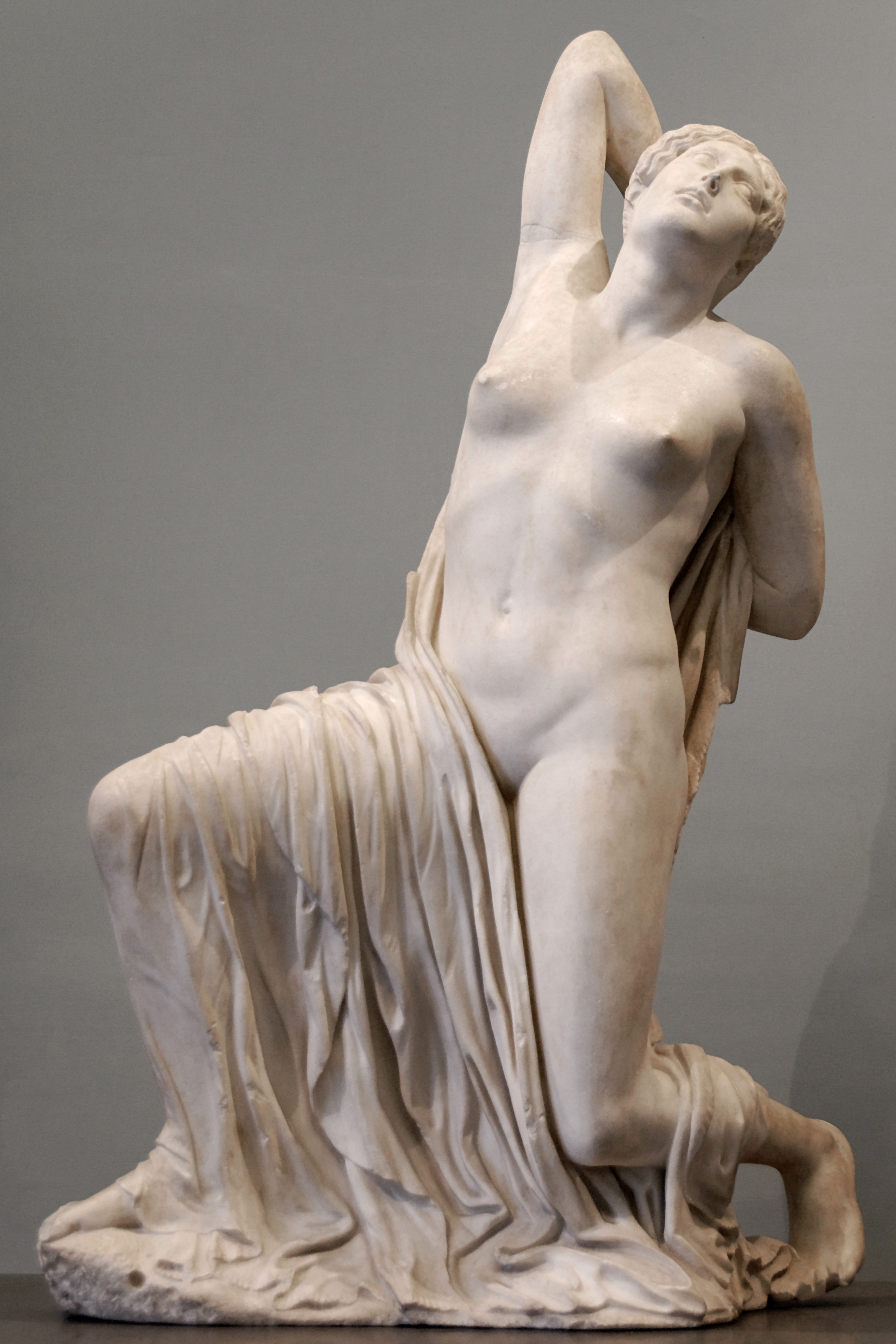
Ніоба
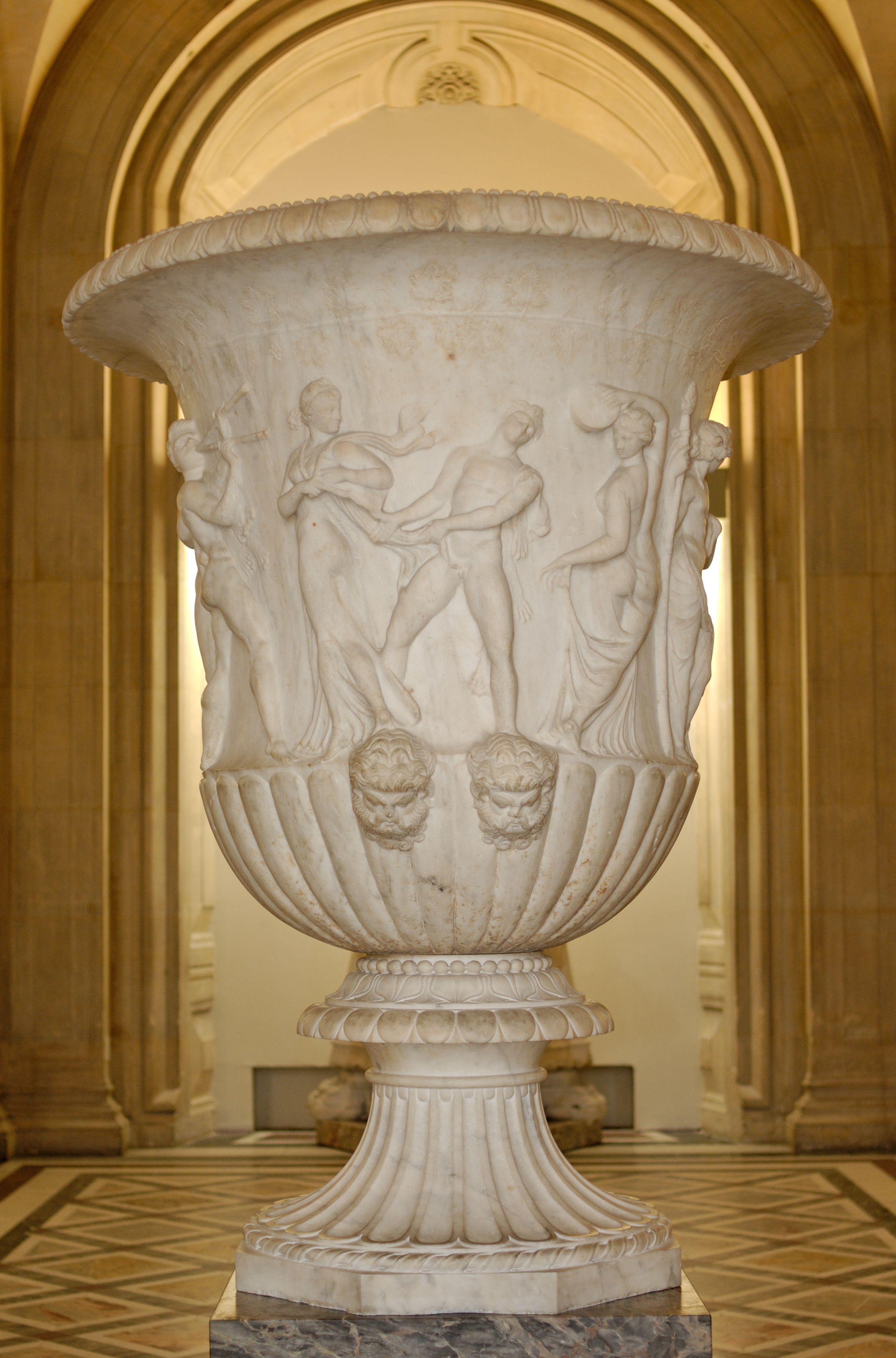
Ваза Боргезе
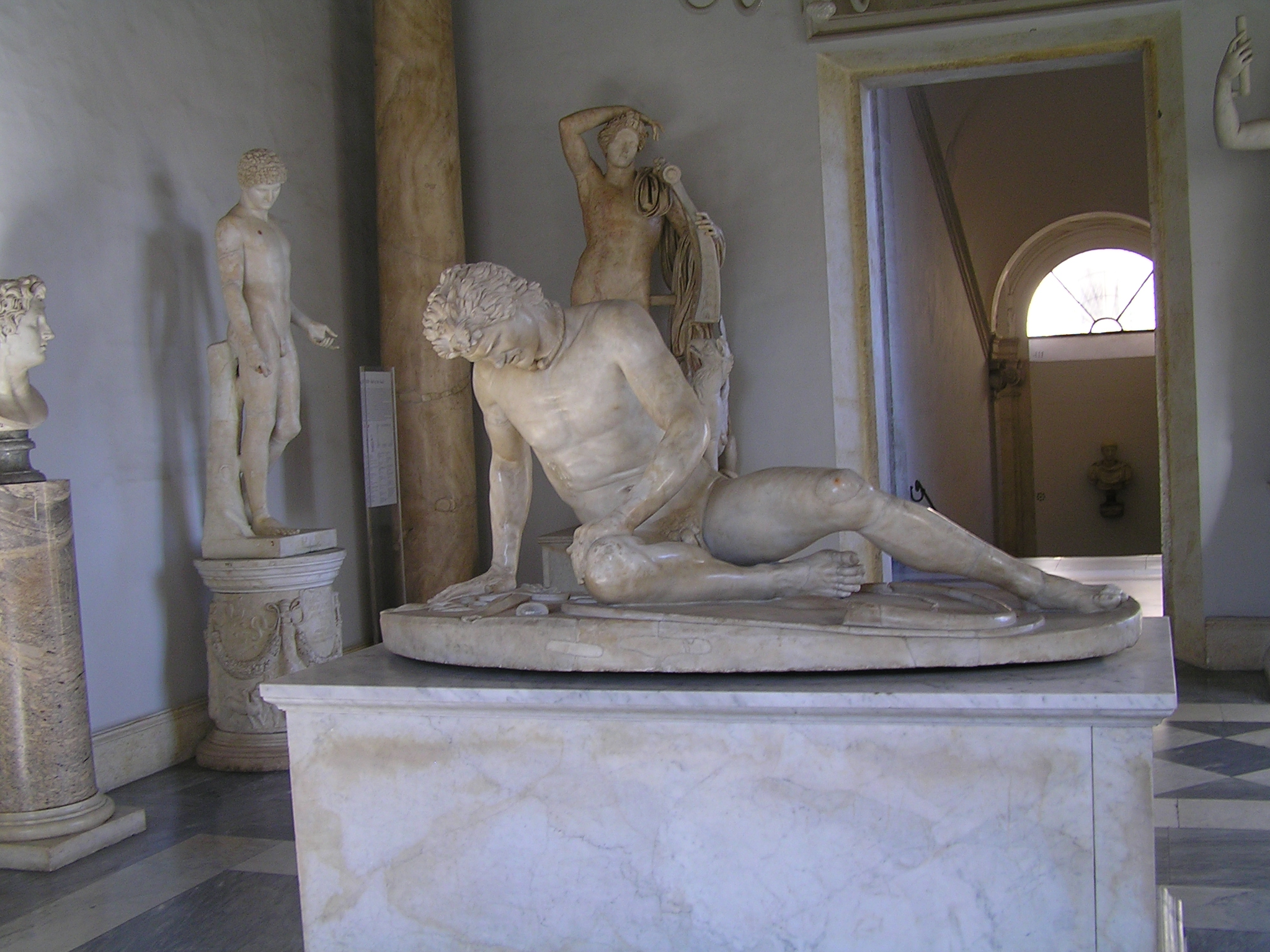
Помираючий Галл
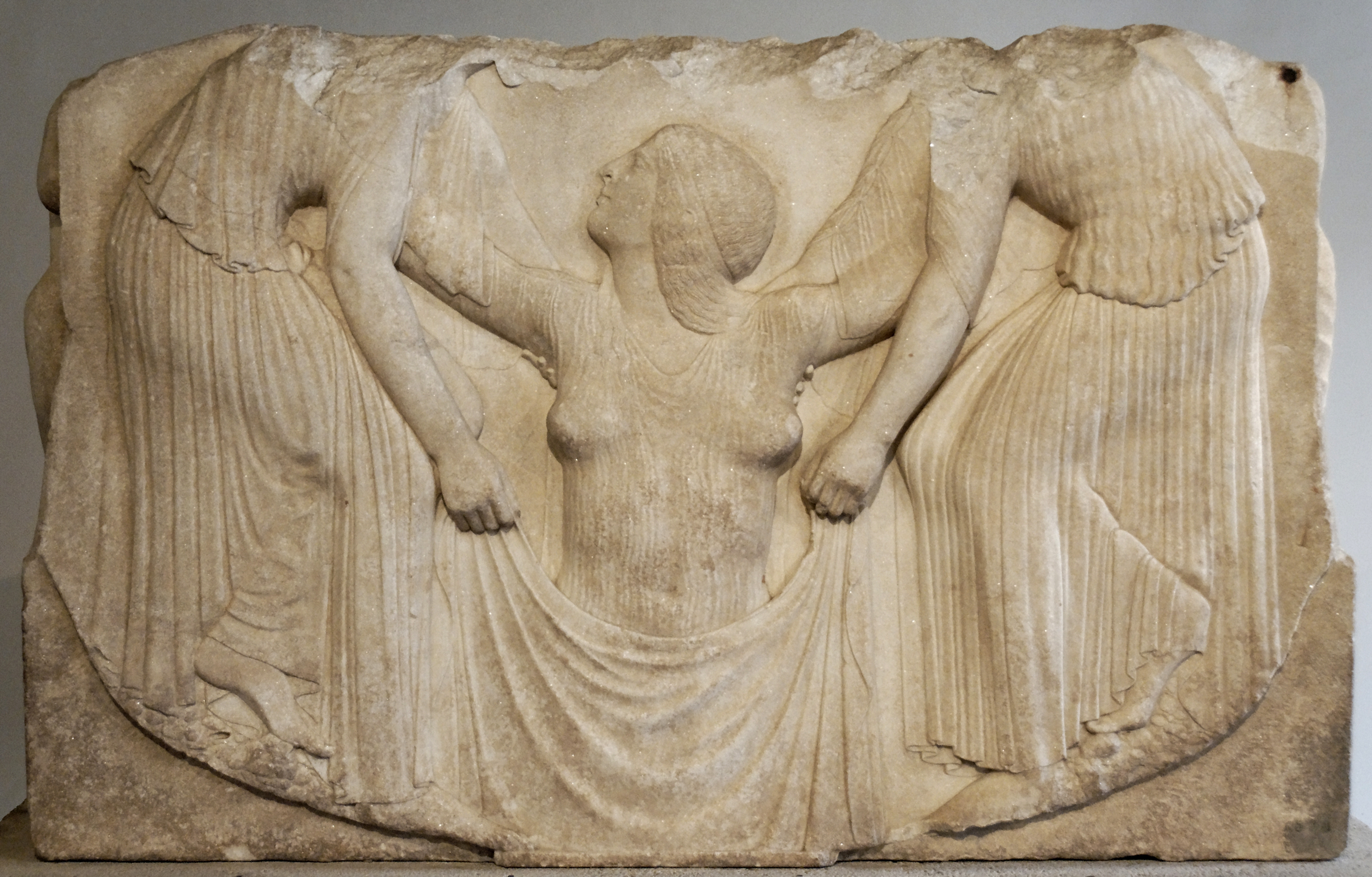
Трон Людовізі (фрагмент)